# Mycetophagus californicus
Mycetophagus californicus är en skalbaggsart som beskrevs av Horn 1878. Mycetophagus californicus ingår i släktet Mycetophagus och familjen vedsvampbaggar. Inga underarter finns listade i Catalogue of Life.